# Ariana Richards
Ariana Clarice Richards (Healdsburg, 11 september 1979) is een Amerikaans schilderes en voormalig actrice. Ze is vooral bekend van haar rol als Lex Murphy in de films Jurassic Park (1993) en The Lost World: Jurassic Park (1997). Richards won verschillende Young Artist Awards voor haar optreden als kind, maar als volwassene heeft ze zich vooral gericht op haar kunstcarrière.
Ze trouwde in 2013 met Mark Bolton. Twee jaar later kreeg het stel een dochter.